# فرامرز باصری
فرامرز باصری (متولد ۱۳۳۱) کارگردان و تهیه‌کننده سینما و تلویزیون اهل ایران است.

## زندگی‌نامه
وی فارغ‌التحصیل رشتهٔ سینما از مجتمع دانشگاهی هنر می‌باشد. در اوایل انقلاب به تلویزیون رفت و همزمان در حوزهٔ هنری سازمان تبلیغات اسلامی نیز فعالیت می‌کرد. مدتی نیز در وزارت ارشاد دستیار فیلمبردار و صدابردار بود. در حال حاضر از تهیه‌کننده‌های پرکار تلویزیون می‌باشد.

## فیلمشناسی
- مستند حماسهٔ قرآن (۱۳۶۱ کاگردان و فیلمبردار)
- شب مکافات (۶۸–۱۳۶۳ کارگردان)
- فیلم تلویزیونی صبحگاه خونین (۱۳۶۷، کارگردان و نویسنده)
- نینوا (۱۳۶۳ فیلمبردار)
- خانه‌ای مثل شهر (۱۳۶۶ دستیار کارگردان)
- تویی که نمی شناختمت (۱۳۶۹ دستیار کارگردان)

### تلویزیونی
- اولین بار که در انقلاب شرکت کردم (۱۳۶۱، کارگردان دو قسمت)
- عملکرد نظام (۱۳۶۸، کارگردان)
- تلکس (۱۳۶۹، تهیه‌کننده)
- سیمای مدرسه (۱۳۷۱، تهیه‌کننده)
- نهضت سوادآموزی (۱۳۷۱، تهیه‌کننده)
- خاله سارا (۱۳۷۲، کارگردان و تهیه‌کننده)
- دنیای جوان (۱۳۷۳، تهیه‌کننده)
- آزاده (۱۳۷۳، تهیه‌کننده)
- آئینه زندگی (۷۴–۱۳۷۳، کارگردان چند قسمت و تهیه‌کنندهٔ تمامی قسمت‌ها)

### فیلم‌های کوتاه
- روایت رزم